# Echo of Miles: Scattered Tracks Across the Path
Echo of Miles: Scattered Tracks Across the Path – kompilacyjny box set amerykańskiego zespołu muzycznego Soundgarden. Opublikowany został 24 listopada 2014 nakładem wytwórni fonograficznej A&M. W skład wydawnictwa wchodzą 3 płyty CD.

## Lista utworów
CD 1
| Nr  | Tytuł utworu                                                         | Długość |
| --- | -------------------------------------------------------------------- | ------- |
| 1.  | „Sub Pop Rock City” (Sub Pop 200, 1988)                              | 3:15    |
| 2.  | „Toy Box” (strona B singla „Flower”)                                 | 5:42    |
| 3.  | „Heretic” (strona B singla „Hands All Over”)                         | 3:50    |
| 4.  | „Fresh Deadly Roses” (strona B singla „Loud Love”)                   | 4:51    |
| 5.  | „HIV Baby” (strona B singla „Room a Thousand Years Wide”)            | 4:51    |
| 6.  | „Cold Bitch” (strona B singla „Spoonman”)                            | 4:59    |
| 7.  | „Show Me” (strona B singla „Rusty Cage”)                             | 2:46    |
| 8.  | „She’s a Politician” (strona B singla „Burden in My Hand”)           | 1:46    |
| 9.  | „Birth Ritual” (ścieżka dźwiękowa filmu Samotnicy, 1992)             | 6:03    |
| 10. | „She Likes Surprises” (Songs from the Superunknown, 1995)            | 3:18    |
| 11. | „Kyle Petty, Son of Richard” (strona B singla „Fell on Black Days”)  | 4:04    |
| 12. | „Exit Stonehenge” (strona B singla „Spoonman”)                       | 1:19    |
| 13. | „Blind Dogs” (ścieżka dźwiękowa filmu Przetrwać w Nowym Jorku, 1995) | 4:40    |
| 14. | „Bleed Together” (strona B singla „Burden in My Hand”)               | 3:53    |
| 15. | „Black Rain” (Telephantasm, 2010)                                    | 5:25    |
| 16. | „Live to Rise” (ścieżka dźwiękowa filmu Avengers, 2012)              | 4:40    |
| 17. | „Kristi” (nieopublikowany wcześniej)                                 | 5:32    |
| 18. | „Storm” (nieopublikowany wcześniej)                                  | 5:25    |
|     |                                                                      | 1:16:19 |

CD 2
| Nr  | Tytuł utworu                                                                    | Długość |
| --- | ------------------------------------------------------------------------------- | ------- |
| 1.  | „Swallow My Pride” (Green River cover)                                          | 2:22    |
| 2.  | „Smokestack Lightning” (Howlin’ Wolf cover)                                     | 5:10    |
| 3.  | „Everybody’s Got Something to Hide Except Me and My Monkey” (The Beatles cover) | 2:27    |
| 4.  | „Thank You (Falettinme Be Mice Elf Agin)” (Sly and the Family Stone cover)      | 5:07    |
| 5.  | „Come Together” (The Beatles cover)                                             | 5:54    |
| 6.  | „Stray Cat Blues” (The Rolling Stones cover)                                    | 4:41    |
| 7.  | „Into the Void (Sealth)” (Black Sabbath cover)                                  | 4:41    |
| 8.  | „Girl U Want” (Devo cover)                                                      | 3:30    |
| 9.  | „Touch Me” (Fancy cover)                                                        | 2:51    |
| 10. | „Can You See Me?” (The Jimi Hendrix Experience cover)                           | 2:41    |
| 11. | „Homicidal Suicidal” (Budgie cover)                                             | 4:24    |
| 12. | „I Can’t Give You Anything” (Ramones cover)                                     | 2:17    |
| 13. | „I Don’t Care About You” (Fear cover)                                           | 1:55    |
| 14. | „Waiting for the Sun” (wersja koncertowa, The Doors cover)                      | 4:31    |
| 15. | „Search and Destroy” (wersja koncertowa, The Stooges cover)                     | 3:13    |
| 16. | „Big Bottom” (Spinal Tap cover)                                                 | 3:13    |
| 17. | „Earache My Eye” (Cheech & Chong cover)                                         | 5:47    |
|     |                                                                                 | 1:04:44 |

CD 3
| Nr  | Tytuł utworu                                                          | Długość |
| --- | --------------------------------------------------------------------- | ------- |
| 1.  | „Twin Tower” (nieopublikowany wcześniej)                              | 3:21    |
| 2.  | „Jerry Garcia’s Finger” (Songs from Superunknown, 1995)               | 3:25    |
| 3.  | „Ghostmotorfinger” (strona B singla „Fell on Black Days”)             | 1:33    |
| 4.  | „Night Surf” (nieopublikowany wcześniej)                              | 5:23    |
| 5.  | „A Splice of Space Jam” (strona B singla „Blow Up the Outside World”) | 4:06    |
| 6.  | „The Telephantasm”                                                    | 2:59    |
| 7.  | „Black Days III” (demo, strona B singla „Fell on Black Days”)         | 4:03    |
| 8.  | „Karaoke” (strona B singla „Burden in My Hand”)                       | 6:00    |
| 9.  | „Fopp” (Fucked Up Heavy dub mix)                                      | 6:28    |
| 10. | „Big Dumb Sex” (dub version)                                          | 6:10    |
| 11. | „Spoonman” (Steve Fisk remiks)                                        | 6:58    |
| 12. | „Rhinosaur” (The Straw that Broke the Rhino’s Back remix)             | 3:43    |
| 13. | „Dusty” (Moby remiks)                                                 | 5:09    |
| 14. | „The Telephantasm” (Resurrection remiks)                              | 4:55    |
| 15. | „One Minute of Silence”                                               | 1:04    |
|     |                                                                       | 1:05:17 |

## Twórcy
Soundgarden
- Chris Cornell – śpiew, gitara rytmiczna
- Kim Thayil – gitara prowadząca
- Ben Shepherd – gitara basowa (5–18 CD 1), (6–15 CD 2), (2–5,7,8,11–13 CD 3)
- Matt Cameron – perkusja
- Hiro Yamamoto – gitara basowa (1–4 CD 1), (1–4 CD 2), (1, 6, 9, 10, 14 CD 3)
- Jason Everman – gitara basowa (5, 16, 17 CD 3)

## Notowania
| Lista (2014)                                | Pozycja |
| ------------------------------------------- | ------- |
| Alben Top 100 (Szwajcaria)                  | 86      |
| Productores de Música de España (Hiszpania) | 71      |